# Plestiodon gilberti
Plestiodon gilberti (сцинк Гілберта) — вид сцинкоподібних ящірок родини сцинкових (Scincidae). Мешкає в США і Мексиці. Вид названий на честь американського біолога Чарльза Генрі Гілберта.

## Підвиди
Виділяють чотири підвиди:
- Plestiodon gilberti cancellosus (Rodgers & Fitch, 1947) — гори Санта-Крус;
- Plestiodon gilberti gilberti (Van Denburgh, 1896) — передгір'я центральної Сьєрра-Невади, долина Сан-Хоакін;
- Plestiodon gilberti placerensis (Rodgers, 1944) — передгір'я і середні висоти Північної Сьєрра-Невади;
- Plestiodon egregius rubricaudatus (Taylor, 1935) — передгір'я і середні висоти Південної Сьєрра-Невади, гори Поперечних[en] і Півострівних хребтів[en], гори в пустелі Мохаве.

## Поширення і екологія
Сцинки Гілберта мешкають в Каліфорнії, на півдні Невади, на заході Аризони та на півночі Нижньої Каліфорнії. Вони живуть на луках і солончаках, в гірських пустелях, чапаралевих чагарниках і сосново-ялицевих лісах. часто поблизу скель і струмків. Живляться дрібними безхребетними, відкладають яйця.